# Gare de Niihama
La gare de Niihama (新居浜駅, Niihama-eki) est une gare ferroviaire de la ville de Niihama, dans la préfecture d'Ehime au Japon. La gare est gérée par la JR Shikoku.

## Situation ferroviaire
La gare de  est située au point kilométrique (PK) 103,1 de la ligne Yosan.

## Histoire
La gare de Niihama est inaugurée le 21 juin 1921.

## Service des voyageurs

### Accès et accueil
La gare dispose d'un bâtiment voyageurs, avec guichet, ouvert tous les jours.

### Desserte
- Ligne Yosan :
  - voies 1 et 3 : direction Kan-onji, Okayama et Takamatsu
  - voies 1 à 3 :  ou direction Imabari et Matsuyama